# Iglesia del Salvador (Aveleda)

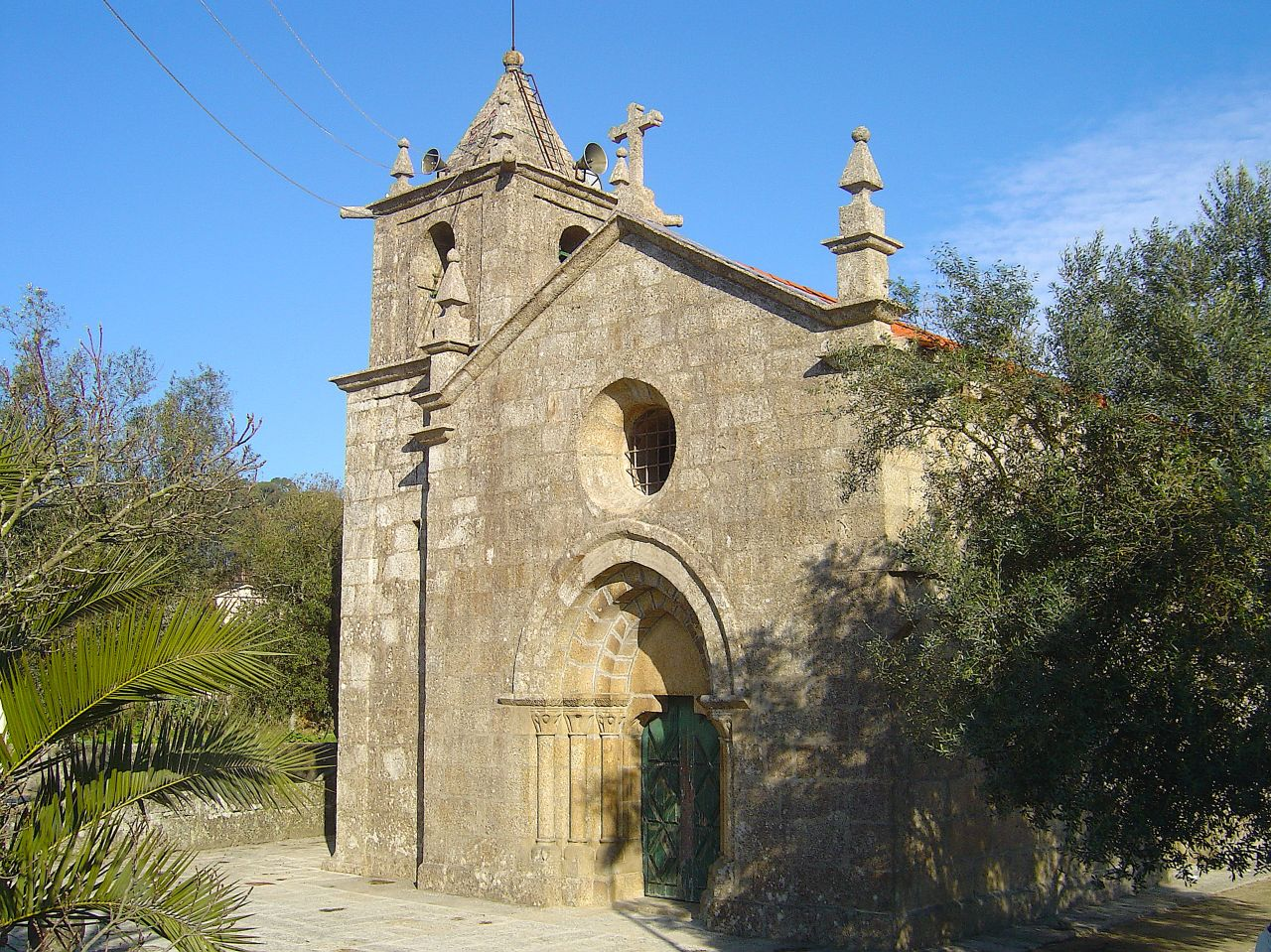
Vileda - Lousada

La iglesia del Salvador (en portugués: igreja de São Salvador ) es un templo católico situado en Aveleda, freguesia del municipio de Lousada (Portugal). En 1978 fue declarada bien de interés público, y forma parte de la Ruta del Románico del Valle del Sousa.
Su arquitectura es tardorrománica, vestigio de la gran postergación del Románico en Portugal. Los motivos del portal occidental son formas románicas muy tardías, similares a otras edificaciones de la época en el valle. Los portales laterales, al contrario que el occidental, no poseen columnas. El inicio de la construcción de la iglesia se estima en el siglo XI o en el XII, si bien los portales no son en ningún modo anteriores al siglo XIII, y la sacristía, la capilla mayor y la torre campanario datan de los siglos XVII y XVIII.